# Satz von Hurwitz über Automorphismengruppen
Der Satz von Hurwitz über Automorphismengruppen (nach Adolf Hurwitz, 1893) ist eine Aussage der Funktionentheorie. Er besagt, dass die Automorphismengruppe einer hyperbolischen kompakten Riemannschen Fläche endlich ist, und gibt eine nur von topologischen Eigenschaften abhängige obere Schranke für deren Größe an.

## Aussage
Sei {\displaystyle X} eine kompakte Riemannsche Fläche vom Geschlecht {\displaystyle g\geq 2} (d. h. homöomorph zu einer Sphäre {\displaystyle S^{2}}, an der {\displaystyle g\geq 2} „Henkel“ angeklebt sind). Dann ist die Gruppe der holomorphen Automorphismen {\displaystyle \mathrm {Aut} (X)=\left\{f\colon X\to X\;{\mbox{bijektiv, holomorph}}\right\}} endlich und enthält maximal {\displaystyle 84\cdot (g-1)} Elemente.
Für die Fälle {\displaystyle g=0} (die Riemannsche Zahlenkugel {\displaystyle \mathbb {P} ^{1}\mathbb {C} } mit unendlicher Automorphismengruppe) und {\displaystyle g=1} (Torus, ebenfalls mit unendlicher Automorphismengruppe) gilt die Abschätzung nicht. Die Gültigkeit der Abschätzung für {\displaystyle g\geq 2} hängt damit zusammen, dass die universelle Überlagerung dieser Flächen die hyperbolische Halbebene {\displaystyle \mathbb {H} } ist, was für {\displaystyle g=0,1} nicht mehr zutrifft.

## Beispiel
Die Kleinsche Quartik, definiert durch die Gleichung  {\displaystyle x^{3}y+y^{3}z+z^{3}x=0}, als Teilmenge vom projektiven Raum {\displaystyle \mathbb {P} ^{2}\mathbb {C} } aufgefasst, ist eine Riemannsche Fläche vom Geschlecht {\displaystyle 3}. Ihre Automorphismengruppe ist isomorph zu {\displaystyle PSL(2,7)} und besteht aus {\displaystyle 168=84\cdot (3-1)} Elementen.